# Port Augusta
Port Augusta è una città dell'Australia Meridionale (Australia), posta all'estremo nord del golfo di Spencer; essa si trova 310 chilometri a nord di Adelaide ed è la sede della Città di Port Augusta. Al censimento del 2006 contava 13.257 abitanti, di cui circa un sesto erano di origine aborigena..

## Storia
La città fu fondata nel 1852 e fu così chiamata in onore della moglie del governatore dell'Australia Meridionale.